# Atherstonia
Atherstonia è un genere di pesci ossei estinti, appartenenti ai paleonisciformi. Visse tra il Permiano superiore e il Triassico inferiore (circa 255 - 250 milioni di anni fa) e i suoi resti fossili sono stati ritrovati in Sudafrica, Madagascar, Nordamerica ed Europa.

## Descrizione
I membri di questo genere erano dotati di un corpo fusiforme e allungato, rivestito da pesanti scaglie ricoperte da ganoina disposta in strie irregolari, di forma romboidale o quadrata, disposte in file diagonali. Il margine del dorso era ricoperto da scaglie particolarmente grandi ed embricate. La testa era allungata, dal muso smussato e dalle grandi orbite. La bocca era ampia e il suspensorium decisamente obliquo. La pinna dorsale era insolitamente grande e dalla base ampia, ed era posta in posizione arretrata. La pinna anale era posta obliquamente rispetto a quella dorsale, ancor più arretrata. Le pinne pettorali erano allungate, mentre le pinne ventrali, insolitamente avanzate, erano molto larghe. La pinna caudale era leggermente eterocerca, con due ampi lobi e biforcuta. 

## Classificazione
Il genere Atherstonia venne descritto per la prima volta nel 1889 da Arthur Smith Woodward, sulla base di resti fossili ritrovati in terreni del Permiano superiore del Sudafrica; la specie tipo è Atherstonia scutata. Dagli stessi terreni proviene anche la specie A. minor. Altre specie sono note dal Triassico del Madagascar (A. madagascariensis) e Triassico inferiore del Sudafrica (A. seeleyi); fossili attribuiti a questo genere sono stati rinvenuti anche in Nordamerica e in Europa. 
Atherstonia è il genere eponimo della famiglia Atherstoniidae, all'interno del grande gruppo eterogeneo dei paleonisciformi.